# (21218) 1994 VP7
(21218) 1994 VP7 est un astéroïde de la ceinture principale d'astéroïdes découvert en 1994.

## Description
(21218) 1994 VP7 a été découvert le 7 novembre 1994 à Kushiro (Japon) par Seiji Ueda et Hiroshi Kaneda.

### Caractéristiques orbitales
L'orbite de cet astéroïde est caractérisée par un demi-grand axe de 3,0 UA, un périhélie de 2,47 UA, une excentricité de 0,18 et une inclinaison de 13,45° par rapport à l'écliptique. Du fait de ces caractéristiques, à savoir un demi-grand axe compris entre 2 et 3,2 UA et un périhélie supérieur à 1,666 UA, il est classé, selon la JPL Small-Body Database, comme objet de la ceinture principale d'astéroïdes.

### Caractéristiques physiques
(21218) 1994 VP7 a une magnitude absolue (H) de 13,5 et un albédo estimé à 0,057.